# Анонимность в Интернете
Под анонимностью в Интернете подразумеваются различные способы остаться незамеченным во Всемирной сети. Причины для того, чтобы скрывать свои действия на Интернет-сайтах, разнообразны. Они могут быть связаны как со стремлением защититься от возможных противоправных действий третьих лиц, так и с совершением противоправных действий самим лицом, стремящимся к анонимности.

## История
Вопрос об анонимности в Сети возник в конце 1980-х годов. Сначала для её достижения использовались псевдонимы и уникальные имена.
В начале 1990-х годов в Интернете стала доступна Всемирная паутина, и в результате наступил новый этап развития технологий. Тогда же начали появляться и различные методы обеспечения анонимности. Среди них были ремейлеры, позволявшие отправлять зашифрованные сообщения по электронной почте. В то же время стали разрабатываться программные методы для достижения анонимности, которые используются до сих пор. Это луковая маршрутизация, которая в 2000 году была доработана и расширена до чесночной маршрутизации, сетевой протокол SOCKS, а также прокси-серверы.

## Общие правила анонимности
Любая информация, которая связана с личностью человека, может быть получена на основе связанных аккаунтов в социальных сетях и публикуемых на них данных.
Этого можно избежать, если использовать псевдонимы и уникальные имена для разных сайтов и не выставлять одинаковые фотографии в отдельных профилях.
Для сохранения анонимности в Сети следует регулярно очищать кэш, файлы cookie и историю просмотров.
Однако в большинстве случаев степень анонимности ограничена IP-адресом, который позволяет определить пользователя Интернета, его действия и местоположение.

## Программные методы анонимности
Для достижения анонимности применяются анонимные сети, работающие поверх глобальной сети.
Для того, чтобы достигнуть более высокого уровня анонимности в Интернете, используются анонимайзеры. Они представляют из себя технические средства для сокрытия информации об Интернет-пользователе и его действиях в Сети.
К ним относятся прокси-серверы, к которым прибегают при необходимости скрыть источник Интернет-запроса или отобразить ложную информацию о пользователе.
Также можно обратиться к VPN-сервису, который позволяет пользователю скрыть реальный IP-адрес и самостоятельно выбрать виртуальное местоположение.
Использование сети I2P, которая работает поверх сети Интернет и использует шифрование, позволяет сохранить анонимность сервера.
Одним из самых надежных способов считается Tor, который способствует анонимизации трафика за счет луковой маршрутизации.

## Критика
Одним из противников анонимности в Сети является российский программист Евгений Валентинович Касперский.

«Обычный пользователь уверен, что он анонимен в сети. На самом деле, все не совсем так: вся сетевая активность абонентов отслеживается интернет-провайдерами. Более того, они обязаны оказывать содействие правоохранительным органам, передавая подобную информацию им. Киберпреступники это хорошо понимают, а потому используют различные методы, чтобы скрывать свое присутствие в Сети. Существует ли анонимность в этом случае? К сожалению, да — но именно для кибернегодяев, а не для большинства обычных пользователей. Именно поэтому я выступаю за то, чтобы запретить т. н. техническую анонимность в сети — у каждого пользователя должен быть свой интернет-паспорт», — считает Е. В. Касперский.
Бывший председатель Синодального отдела по взаимоотношениям Церкви и общества Московского Патриарха протоиерей Всеволод Анатольевич Чаплин также критически высказался об анонимности в сети.

«Не настало ли время отказаться от анонимности в Интернете? В „реальном“ пространстве люди обычно не приемлют анонимности. Если я вдруг, общаясь с вами, надену маску, буду пользоваться кличкой и скрывать свое настоящее имя, у вас будут все основания не доверять мне», — заявил В. А. Чаплин.

## Влияние на пользователей
Стремительное распространение Интернета в начале XXI века и возникновение анонимных способов коммуникации оказали значительное влияние на психологию его пользователей.
Это может быть затрудненность при выражении эмоций при общении, из-за которого стали популярны такие способы графического языка, как эмодзи, смайлики, акронимы и интернет-мемы.
Анонимное общение в Интернете также связывают с эффектом растормаживания в Сети, которое подразумевает под собой нетипичное для реальной жизни поведение человека.
Также Интернет повлиял на тенденцию к социальному стереотипизированию, когда на создаваемый образ собеседника в Интернете большое влияние оказывают механизмы категоризации и идентификации, а индивид сам пытается подстраиваться под них.
Анонимность главным образом воздействует на то, как пользователь Сети презентует себя другим лицам. Так можно отметить, что учащаются случаи сокрытия информации, предоставления ложных сведений и даже создания целого нового образа для общения в Интернете.
Это может вызвать чувство безнаказанности у человека, что является причиной увеличения количества оскорблений, сексуальных домогательств и шантажа.